# سونيك تريبل تروبل
سونيك تريبل تروبل (بالإنجليزية: Sonic Triple Trouble)‏، هي لعبة فيديو يابانية، صدرت في الأسواق بتاريخ 11 نوفمبر 1994، وتعمل على منصة غيم غير الحصرية، وهي من نشر شركة سيغا.

## روابط خارجية
- سونيك تريبل تروبل على موقع IMDb (الإنجليزية)